# Knightomiris
Knightomiris is een geslacht van wantsen uit de familie van de Miridae (Blindwantsen). Het geslacht werd voor het eerst wetenschappelijk beschreven door Kelton in 1973.

## Soorten
Het genus is monotypisch en bevat alleen de volgende soort:

- Knightomiris distinctus (Knight, 1917)